# لی (نام خانوادگی 李)
لی (چینی: 李; پین‌یین: Lǐ) دومین نام خانوادگی معمول در چین، پس از وانگ است.این نام از معمول‌ترین نام‌های خانوادگی در جهان است و، ۹۲٫۷۶ میلیون نفر در چین،و بیش از ۱۰۰ میلیون نفر در سطح جهان این نام را دارند.
این نام در زبان کانتونی معیار لِیْ تلفظ می‌شود، ولی در هنگ کنگ، ماکائو، تایوان و بسیاری دیگر از جوامع چینی در جهان Lee نوشته می‌شود. در ماکائو Lei و در اندونزی Lie نوشته می‌شود.